# Catalogue of Galaxies and of Clusters of Galaxies
Il Catalogue of Galaxies and of Clusters of Galaxies (CGCG), in italiano Catalogo di Galassie e Ammassi di Galassie è un catalogo astronomico di galassie compilato dall'astronomo svizzero Fritz Zwicky tra il 1961 ed il 1968. Contiene 29.418 galassie e 9.134 ammassi galattici.
Tra il 1961 e il 1968, Zwicky pubblicò un totale di sei volumi costituenti il catalogo presso il California Institute of Technology. Lo scopo era quello di registrare tutte le galassie più luminose di 15,5 magnitudine, il limite raggiungibile dal telescopio Schmidt da 1,2 metri (48 pollici) dell'osservatorio di monte Palomar con cui fu effettuata l'indagine. Gli ammassi di galassie sono classificati come aperti, medio-compatti o compatti. Vengono indicati il numero d'ordine, la posizione, luminosità, estensione e la distanza stimata.

## Galleria d'immagini

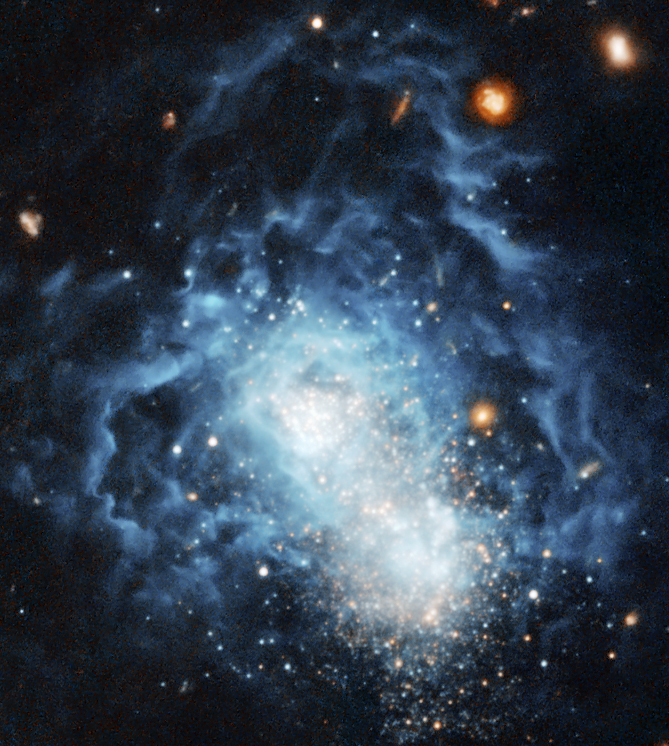
Galassia irregolare I Zwicky 18
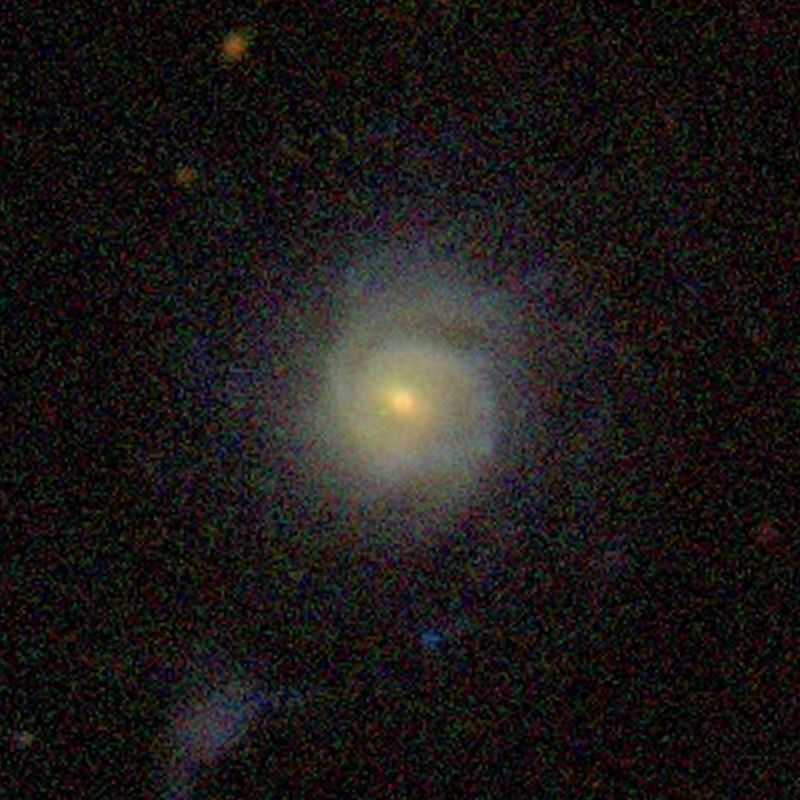
I Zwicky 32,  una galassia a spirale nella costellazione Cani da caccia
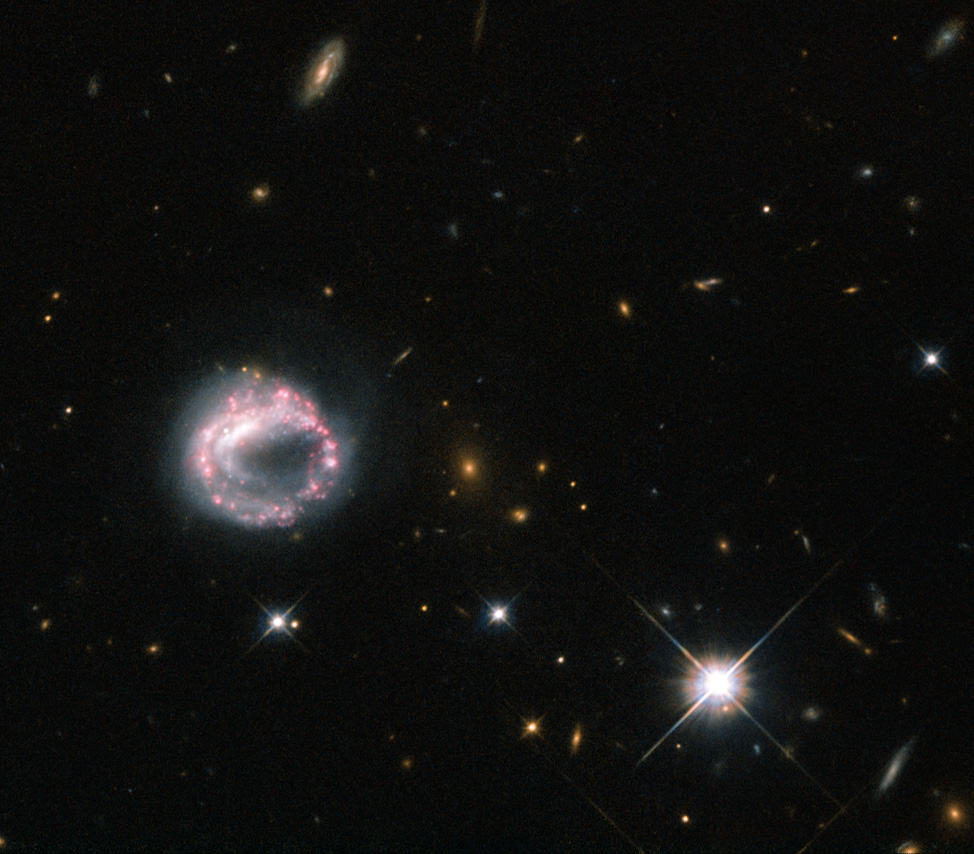
Galassia ad anello interagente II Zwicky 28